# 忌野清志郎 ナニワ・サリバン・ショー〜感度サイコー!!!〜
『忌野清志郎 ナニワ・サリバン・ショー〜感度サイコー!!!』（いまわのきよしろう ナニワ・サリバン・ショー かんどサイコー）は、忌野清志郎による同名のライブツアーの記録映像を元とする2011年公開の日本映画。

## 概要
2001年、2004年、2006年にFM802の主催で開催された、忌野清志郎が出演した同名のライブイベントの記録映像を素材として再構築された架空のライブ「ナニワ・サリバン・ショー」がラジオで生中継されたという想定でストーリーは構築されている。
その中継スタジオに忌野清志郎にゆかりのあるアーティストがゲストとして招かれライブ出演直前直後の心境を語るという形で忌野清志郎との生前の親交を間接的に表現する。
また同時に間寛平がライブ中に大阪市内をマラソンで走りつつ大阪市各所にて登場するミュージシャン達等と寸劇を演じつつライブ終盤に合わせてゴールインする。実際のライブでも終盤のサプライズで間寛平が出演しており、ライブ映像の終盤にそれがつながるという演出で架空のライブを巧みに表現している。
2012年4月25日にDVDとブルーレイディスクがユニバーサルよりリリースされた。

## 出演
- 忌野清志郎
- 石田長生
- 内田勘太郎
- 木村充揮
- 宮藤官九郎
- 斉藤和義
- 清水ミチコ
- 竹中直人
- Chara
- トータス松本
- 仲井戸麗市
- 中村獅童
- 間寛平
- 間慎太郎
- ハナレグミ
- HIS
- 藤井裕
- 布袋寅泰
- 松たか子
- 矢野顕子
- 山崎まさよし
- ゆず
- Leyona
- 細野晴臣

## スタッフ
- 企画・プロデュース：黒木彰一（フジテレビジョン）[1]
- 監督：鈴木剛

## 挿入曲
- オープニング
- お前をはなさない
- うしろの奴らのために…〜かに
- トランジスタ・ラジオ
- 空がまた暗くなる
- ごきらく亭
- スローバラード
- Oh!Baby
- キモちE
- 幸せハッピー
- Oh!My Love 〜ラジオから愛のうた〜
- ひとつだけ
- 君が僕を知ってる
- すべてはALRIGHT(YA BABY)
- 上を向いて歩こう
- ナニワ・サリバン・ショーのテーマ
- 雨上がりの夜空に
- 夜の散歩をしないかね
- Oh!RADIO